# MdF
Manager de Fotbal, cunoscut ca Online soccer Manager, abreviat ca OSM, este un joc online lansat de firma olandeză Gamebasics în 2004. Jocul este gratuit.